# ویلیام هاردی مک‌نیل
ویلیام هاردی مک‌نیل، (زادهٔ ۳۱ اکتبر ۱۹۱۷-درگذشتهٔ ۸ ژوئیهٔ ۲۰۱۶) نویسنده کانادایی آمریکایی بود که در تاریخ جهان تخصص داشت. او بیشتر به خاطر نوشتن مطالبی در مورد فرهنگ غربی شناخته می‌شد. مک‌نیل استاد بازنشستهٔ دانشگاه شیکاگو بود. وی از سال ۱۹۴۷ درآنجا تدریس می‌کرد. او پدر جی. آر. مک‌نیل تاریخ‌دان است که با همکاری او وب بشر:نظر کلی در مورد تاریخ جهان را نوشت.